# Vracovice, Znojmo
Vracovice là một làng thuộc huyện Znojmo, vùng Jihomoravský, Cộng hòa Séc.